# Havregärdssjön
Havregärdssjön är en sjö i Ulricehamns kommun i Västergötland och ingår i Viskans huvudavrinningsområde.